# 29e cérémonie des Filmfare Awards
La 29e cérémonie des Filmfare Awards s'est déroulée en 1982 à Bombay en Inde.

## Palmarès
| Catégorie                                 | Lauréat                                                                                                  |
| ----------------------------------------- | --- |
| Meilleur film                             | Kalyug - produit par Shashi Kapoor - réalisé par Shyam Benegal - avec Shashi Kapoor, Rekha et Raj Babbar |
| Meilleur réalisateur                      | Muzaffar Ali (Umrao Jaan)                                                                                |
| Meilleur acteur                           | Naseeruddin Shah (Chakra)                                                                                |
| Meilleure actrice                         | Smita Patil (Chakra)                                                                                     |
| Meilleur acteur dans un second rôle       | Amjad Khan (Yaarana)                                                                                     |
| Meilleure actrice dans un second rôle     | Supriya Pathak (Kalyug)                                                                                  |
| Meilleure prestation dans un rôle comique | Utpal Dutt (Naram Garam)                                                                                 |
| Meilleur compositeur                      | Khayyam (Umrao Jaan)                                                                                     |
| Meilleur parolier                         | Anand Bakshi pour « Tere Mere Beech Mein » (Ek Duuje Ke Liye)                                            |
| Meilleur chanteur de playback             | Amit Kumar pour « Yaad Aa Rahi Hai » (Love Story)                                                        |
| Meilleure chanteuse de playback           | Parveen Sultana pour « Humein Tumse Pyaar » (Kudrat (en))                                                |
| Meilleure histoire                        | Chetan Anand (Kudrat (en))                                                                               |
| Meilleur scénario                         | K. Balachander (Ek Duuje Ke Liye)                                                                        |
| Meilleurs dialogues                       | Shabd Kumar (Insaf Ka Tarazu)                                                                            |
| Meilleure photographie                    | S.M. Anwar (Shaan)                                                                                       |
| Meilleure direction artistique            | Bansi Chandragupta (Chakra)                                                                              |
| Meilleur son                              | Hitendra Ghosh (Kalyug)                                                                                  |
| Meilleur montage                          | K.R. Kitoo (Ek Duuje Ke Liye) et S.B. Mane (Insaf Ka Tarazu)                                             |

## Récompenses des critiques
| Catégorie     | Lauréat                   |
| ------------- | ------------------------- |
| Meilleur film | Aadharshila d'Ashok Ahuja |